# Yazılıtaş, Maçka
Yazılıtaş là một xã thuộc huyện Maçka, tỉnh Trabzon, Thổ Nhĩ Kỳ. Dân số thời điểm năm 2011 là 250 người.